# 아시아-태평양 전역 (제1차 세계 대전)
제1차 세계 대전 중 아시아 대륙과 태평양 제도에서의 충돌에는 해전, 연합국의 독일 식민지인 태평양과 중국 점령, 러시아령 튀르키스탄에서의 반러시아 중앙아시아 반란 그리고 영국령 말라야에서의 오스만 제국이 지원하는 켈란탄 반란이 포함되었다. 가장 중요한 군사 작전은 중국에서 신중하고 잘 실행된 칭다오 전투였지만, 독일령 뉴기니의 비타 파카 전투와 토마 포위전에서도 소규모 전투가 벌어졌다.
아시아와 태평양에 있는 다른 모든 독일과 오스트리아-헝가리 영토는 피 한 방울 흘리지 않고 점령되었다. 해전은 흔했으며, 모든 식민 강국은 인도양 또는 태평양에 해군 비행대를 주둔시켰다. 이 함대는 독일이 점령한 영토를 침략하는 것을 지원하고 독일 황립해군의 동양함대를 파괴하는 방식으로 작전했다.

## 연합국의 공세

1914년 아시아와 남태평양의 식민지 및 영향권

### 칭다오
칭다오시는 이 지역에서 가장 중요한 독일 기지였다. 이 기지는 잘 설계된 요새를 침략하는 3,650명의 독일군과 100명의 중국 식민지군, 그리고 오스트리아-헝가리 병사 및 선원들이 방어했다. 이들을 지원하기 위해 독일 황립해군과 오스트리아-헝가리 해군의 소수 함정들이 있었다.
일본 제2함대는 5척의 오래된 전함, 12척의 순양함, 24척의 구축함, 4척의 포함, 13척의 어뢰정, 항공모함 1척, 다수의 지원함, 그리고 26척의 수송선으로 구성되었다. 여기에는 23,000명의 병사가 포함되었다. 영국은 톈진 주둔지에서 1,500명 규모의 두 군사 부대를 전투에 파견했고, 독일군에게 점령되지 않은 중국군은 연합군 측에 수천 명의 병력을 보냈다.
요새 포격은 1914년 10월 31일에 시작되었다. 일본 제국 육군에 의한 공격은 11월 6일 밤에 이루어졌다. 수비대는 다음날 항복했다. 전투 사상자는 독일 측 703명이었고 약 3,600명의 포로가 발생했다. 연합군 측 사상자는 2,066명이었다. 연합군의 방호순양함 한 척은 독일 어뢰정에 의해 침몰되었고, 패배가 확실해지자 독일군과 오스트리아-헝가리군은 그들의 함대를 자침시켰다.

### 태평양
태평양 전역에서 최초의 육상 공세 중 하나는 1914년 8월 29-30일 뉴질랜드군에 의한 독일령 사모아 침공이었다. 사모아를 점령하기 위한 작전은 호주와 프랑스 해군 비행대의 지원을 받아 1,000명 이상의 뉴질랜드군이 독일 식민지에 상륙한 후 피 한 방울 흘리지 않고 종료되었다.
AN&MEF라고도 알려진 이 부대는 1,000명의 보병과 500명의 해군 예비군을 급히 모집하여 태평양의 독일 위협을 억제하는 임무를 맡았다. 팜 아일랜드에서 불과 2주간의 훈련을 마치고 배를 타고 라바울로 출발했다. 오스트레일리아군은 1914년 9월 독일령 뉴기니를 공격했다. 비타 파카 전투에서 500명의 오스트레일리아군이 300명의 독일군과 현지 경찰과 맞닥뜨렸다. 연합군이 승리했고 독일군은 토마로 퇴각했다. 오스트레일리아군 한 중대와 영국 전함이 독일군과 그들의 식민지 주민들을 포위했으며, 독일 총독 에두아르트 하버가 식민지 전체를 항복함으로써 끝났다.
하버의 항복 명령에도 불구하고 뉴기니에 고립된 다양한 독일 부대는 토마 함락 이후에도 계속 저항했다. 이 소규모 독일군은 오스트레일리아군과 맞닥뜨리자 일반적으로 피 한 방울 흘리지 않고 항복했다. 1914년 10월 11일, 독일 무장 요트 코메트와 57명의 승무원은 탈라세아에서 갑작스러운 습격과 승선에 의해 나포된 후 항복했다. 1914년 12월, 앙고룸 근처의 한 독일 장교는 30명의 현지 경찰과 함께 연합군의 점령에 저항하려 했지만, 그의 부대는 오스트레일리아 정찰대에 발포한 후 그를 버렸고 그는 이후 체포되었다. 1915년까지, 항복하지 않은 유일한 독일군은 헤르만 데츠너의 지휘 아래 소규모 원정대였다. 그들은 전쟁이 끝날 때까지 섬 내륙에서 오스트레일리아 순찰대를 피하며 버텼고, 이로 인해 그는 어느 정도 명성을 얻게 되었다.
미크로네시아, 마리아나 제도, 캐롤라인 제도, 그리고 마셜 제도 또한 전쟁 중에 연합군에게 함락되었다.

## 독일 해군 작전

샤른호르스트호와 그나이제나우호가 태평양을 가로지르는 경로

### 독일 동양함대의 퇴각

#### 태평양에서
1914년 독일에 대한 전쟁이 선포되자, 독일 동양함대는 칭다오 기지에서 철수하여 태평양을 가로질러 동쪽으로 독일 본국으로 돌아가려 시도했다. 대부분의 병력을 파간섬에 집결시킨 후, 함대는 태평양을 가로지르면서 여러 연합군 목표물을 공격했다.
떨어져 나간 순양함들은 패닝의 케이블 기지를 습격한 후 다시 함대와 합류했다. 나중에 독일군은 파페테를 공격했고, 그곳에서 제독 막시밀리안 폰 슈페는 두 척의 장갑순양함으로 프랑스 포함과 화물선을 침몰시킨 후 파페테의 해안 포대를 포격했다.

#### 칠레와 포클랜드
다음 교전은 1914년 11월 1일 칠레 연안의 코로넬 해전에서 벌어졌는데, 막시밀리안 폰 슈페 제독은 장갑순양함 틀:SMS와 틀:SMS, 그리고 세 척의 경순양함 틀:SMS, 틀:SMS, 그리고 틀:SMS를 지휘하여 영국 함대를 격파함으로써 승리했다. 이 함대는 새로 임명된 크리스토퍼 크래독 소장이 기함인 HMS 굿 호프 (1901년)와 대체적으로 독일 함선보다 열등한 함선으로 무장하고 그를 파괴하기 위해 파견되었으며, 기함인 HMS 글래스고 (1909년), HMS 몬머스 (1901년), 그리고 HMS 오트란토로 무장했다. 슈페 제독의 두 척의 장갑순양함과 세 척의 경순양함은 두 척의 영국 해군 장갑순양함을 침몰시키고 영국 경순양함과 보조순양함을 도주하게 하여 굿 호프와 몬머스 둘 다를 잃게 했다. 1,500명 이상의 영국 해군 병사(두 순양함의 모든 승무원)가 사망했고, 독일군은 단 세 명만이 부상을 입었다. 승리는 오래가지 못했는데, 독일 함대는 곧 1914년 12월 포클랜드 해전에서 대서양 해역에서 패배했다. 슈페 자신도 기함 샤른호르스트와 함께 침몰했다.
포클랜드 교전에서 탈출한 유일한 독일 함선은 경순양함 틀:SMS과 보조함 자이들리츠였다. 자이들리츠는 중립국 아르헨티나에 억류되기 전 대서양으로 도주했으며, 드레스덴은 방향을 틀어 태평양으로 다시 향했다. 드레스덴은 그 후 통상파괴선으로 활동하려 했으나 큰 성공을 거두지 못하고 1915년 3월 엔진이 고장나기 시작했다. 수리할 방법이 없자 독일 경순양함은 마스 아 티에라 섬의 중립국 칠레 해역으로 항해했고, 그곳에서 영국 해군에게 포위되었다. 승무원 4명이 사망한 짧은 마스 아 티에라 해전 후, 드레스덴은 자침할 수밖에 없었고 승무원들은 칠레 당국에 의해 억류되었다.

### 인도양의 SMS 엠덴

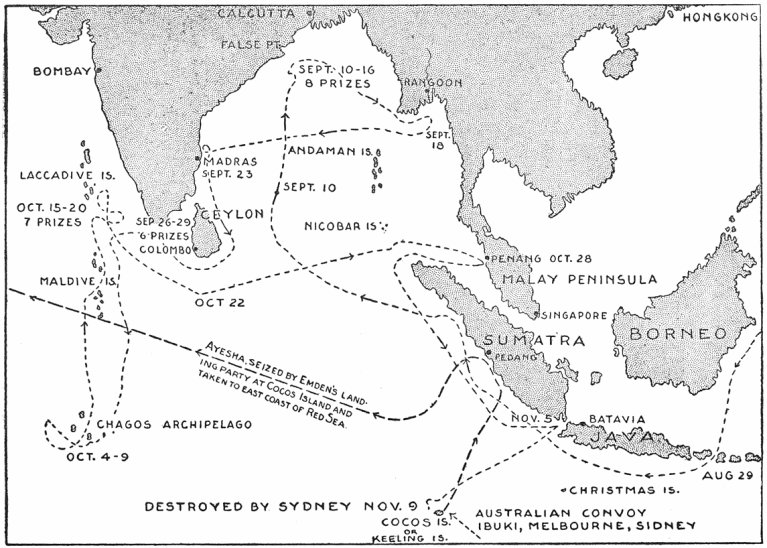
엠덴호의 항해

SMS 엠덴은 막시밀리안 폰 슈페 제독이 태평양을 가로질러 퇴각을 시작했을 때 뒤에 남겨졌다. 이 배는 페낭 전투에서 승리하여 독일군이 러시아 순양함과 프랑스 구축함을 격침시켰다. 엠덴은 또한 연합군의 상선을 괴롭혀 30척 이상을 파괴했다. 계속해서 마드라스를 폭격하여 영국 유조선에 피해를 입히고 연합군 상선을 침몰시켰다. 이 공격은 도시에 광범위한 공황을 일으켰고 수천 명의 사람들이 해안에서 도망쳤는데, 독일군이 인도 전체를 침략했을지도 모른다고 두려워했기 때문이다.
매우 성공적인 상선 습격선으로서의 경력 후에, 엠덴은 코코스 해전에서 틀:HMAS와 교전하여 독일 함선이 파괴되었다. 헬무트 폰 뮈케의 지휘 아래 한 무리의 선원들은 제1차 세계 대전 동안 독일 제국의 동맹국이었던 오스만 제국의 일부였던 아라비아 반도로 탈출했다.

### SMS 제아들러의 항해
펠릭스 폰 루크너가 지휘하는 보조순양함이자 통상파괴선인 범선 틀:SMS는 대서양과 태평양에서 연합군 선박에 대한 성공적인 공격을 감행했다. 그녀는 경력 동안 16척의 선박을 나포하고 대부분을 침몰시켰다.
1917년 8월, 제아들러는 프랑스령 폴리네시아의 모페리아섬에서 좌초되었고, 독일군은 섬에 자신들과 여러 연합군 포로(대부분 미국인)를 수용하는 작은 식민지를 세웠다. 결국 기아가 심각한 문제가 되자, 루크너와 그의 승무원들은 포로들을 무인도에 남겨두고(그들은 결국 구조되었다), 구명보트를 타고 피지로 항해했다. 그곳에서 9월 5일, 루크너는 Lutece라는 프랑스 스쿠너를 나포하여 포르투나로 이름을 바꾸었다.
그 후 그들은 이스터섬으로 향했고, 다시 배가 암초에 좌초되어 난파되었다. 그 후 독일군은 1917년 10월 5일 칠레인들에게 억류되었고, 이로써 항해는 끝이 났다. 전체 항해 동안 단 한 명만이 사고로 사망했다.

### 괌에서 SMS 코모란의 자침

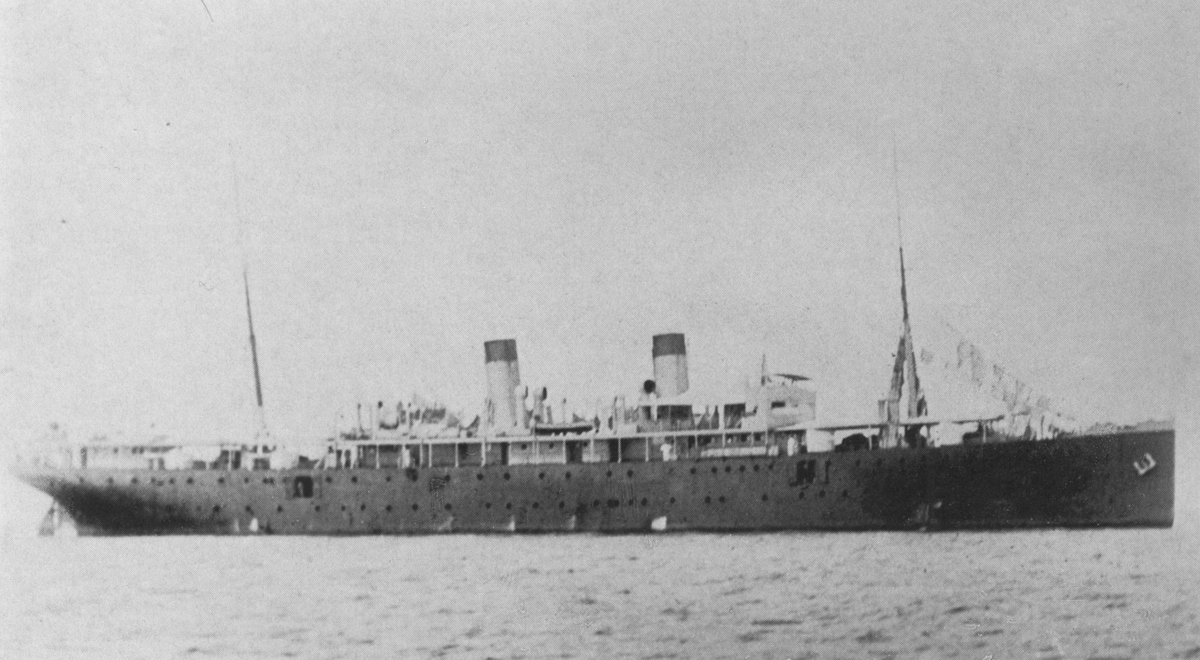
SMS 코모란

미국은 제1차 세계 대전 중 태평양에서 독일군과 최소 한 번의 적대적인 충돌을 겪었다. 1917년 4월 7일, 틀:SMS은 보조순양함 USS 서플라이 (1872년)에게 나포되는 것을 막기 위해 아프라 항에서 자침했다. 미국군은 독일군이 배를 침몰시키려 하자 전쟁의 첫 발포를 했다. 결국 독일군은 9명의 사망자를 내고 코모란을 자침시키는 데 성공했다.

## 러시아
1916년 6월, 차르 니콜라이 2세는 진행 중인 브루실로프 공세를 지원하기 위해 19세에서 43세 사이의 중앙아시아 남성들을 노동 대대에 징집하는 법안을 채택했다. 그 결과, 7월 3일 러시아령 튀르키스탄의 무슬림 주민들 사이에서 러시아 당국에 대한 중앙아시아 반란이 일어났다. 러시아는 반란을 진압하기 위해 동부 전선에서 수천 명의 병력을 전환해야 했으며, 이는 1917년 2월에 끝났다. 반군 진압은 지역 주민에 대한 일반적인 학살로 특징지어졌다. 이어서 살아남은 키르기스족과 카자흐족이 러시아령 튀르키스탄에서 중국으로 추방되었으며, 많은 난민들이 톈산산맥을 넘으려다 도중에 사망했다. 이 반란으로 키르기스족 인구 중 약 10만에서 27만 명이 사망했다.

## 중국
독일 정부는 돤치루이의 친전파가 연합국을 지지하는 것을 막기 위해 중국의 장쉰의 군주제 쿠데타 배후에 있다고 비난받았다. 1917년 7월 쿠데타가 실패하자 돤은 이 사건을 구실 삼아 독일에 선전포고했다. 톈진시와 한커우에 있는 독일과 오스트리아-헝가리 조계는 점령되었고 그들의 국민은 억류되었다. 중국은 또한 서부 전선에서 주로 비전투 및 보조 역할에 종사할 민간인 노동자들을 연합국에 공급했다.

## 시암
1917년 7월 22일, 시암은 독일과 오스트리아-헝가리에 선전포고했다. 시암 항구에 정박해 있던 독일 선박 12척은 즉시 압수되었다. 승무원들과 다른 동맹국 국적자들은 억류되어 인도에 있는 영국령 인도의 기존 민간인 수용소에 동료 시민들과 합류하게 되었다. 식민지 시대 내내 독립을 유지한 유일한 동남아시아 국가인 시암은 이 지역에서 유럽 강대국의 제국주의 파견대가 아닌 그들과 동등한 위치에서 완전히 자발적으로 분쟁에 참여한 유일한 국가였다. 시암과 베트남은 또한 전쟁에 참전한 유일한 두 동남아시아 국가였다. 시암은 시암 원정군을 유럽 본토로 보냈고, 파리 평화 회의에 참여하여 국제연맹의 창립 회원국이 되어 국제적 위상을 높이고 군대와 현대 시대 전쟁에 대한 이해를 모두 현대화했다.

## 갤러리

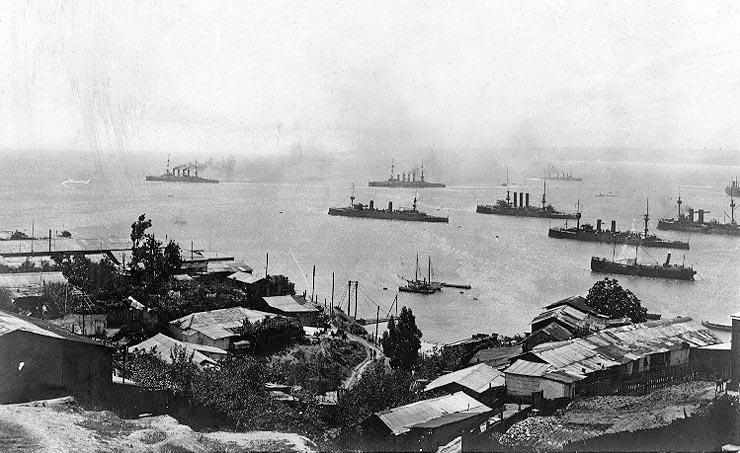
1914년 11월 코로넬 해전 후 칠레 해안의 독일 함대
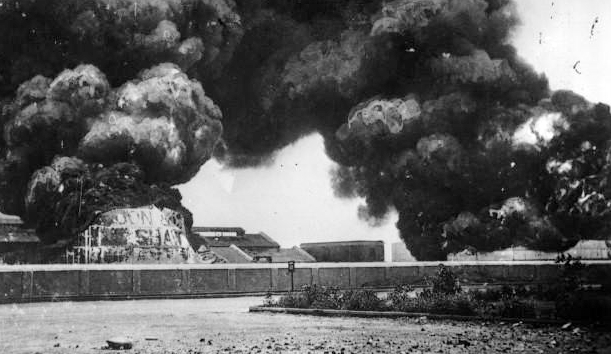
SMS 엠덴에 의해 폭격당한 후 불타는 마드라스 유조선
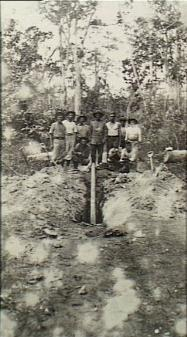
뉴기니 전역 중 비타 파카 도로를 따라 독일 지뢰를 발굴한 후의 호주군 병사들
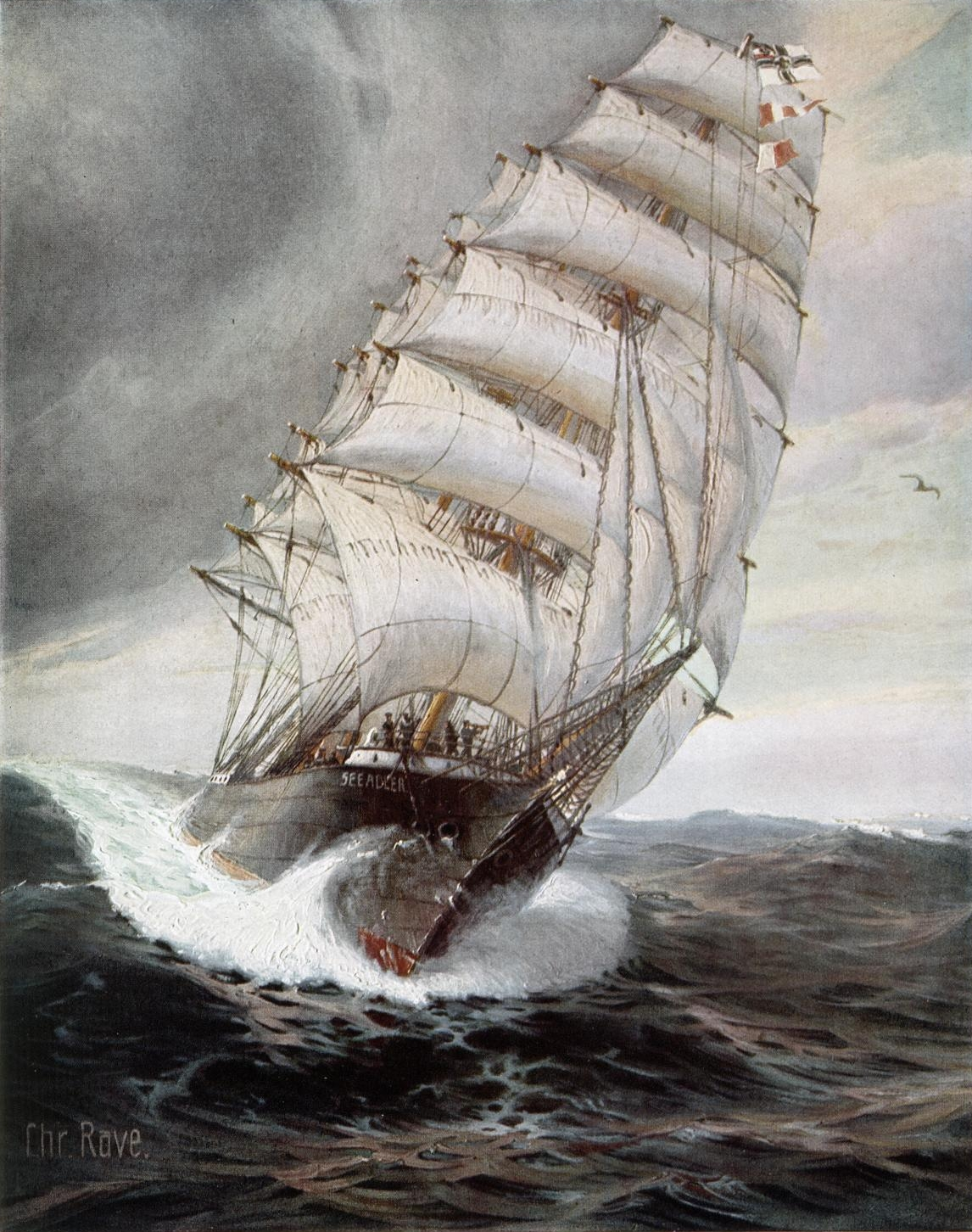
독일 보조순양함 SMS 제아들러
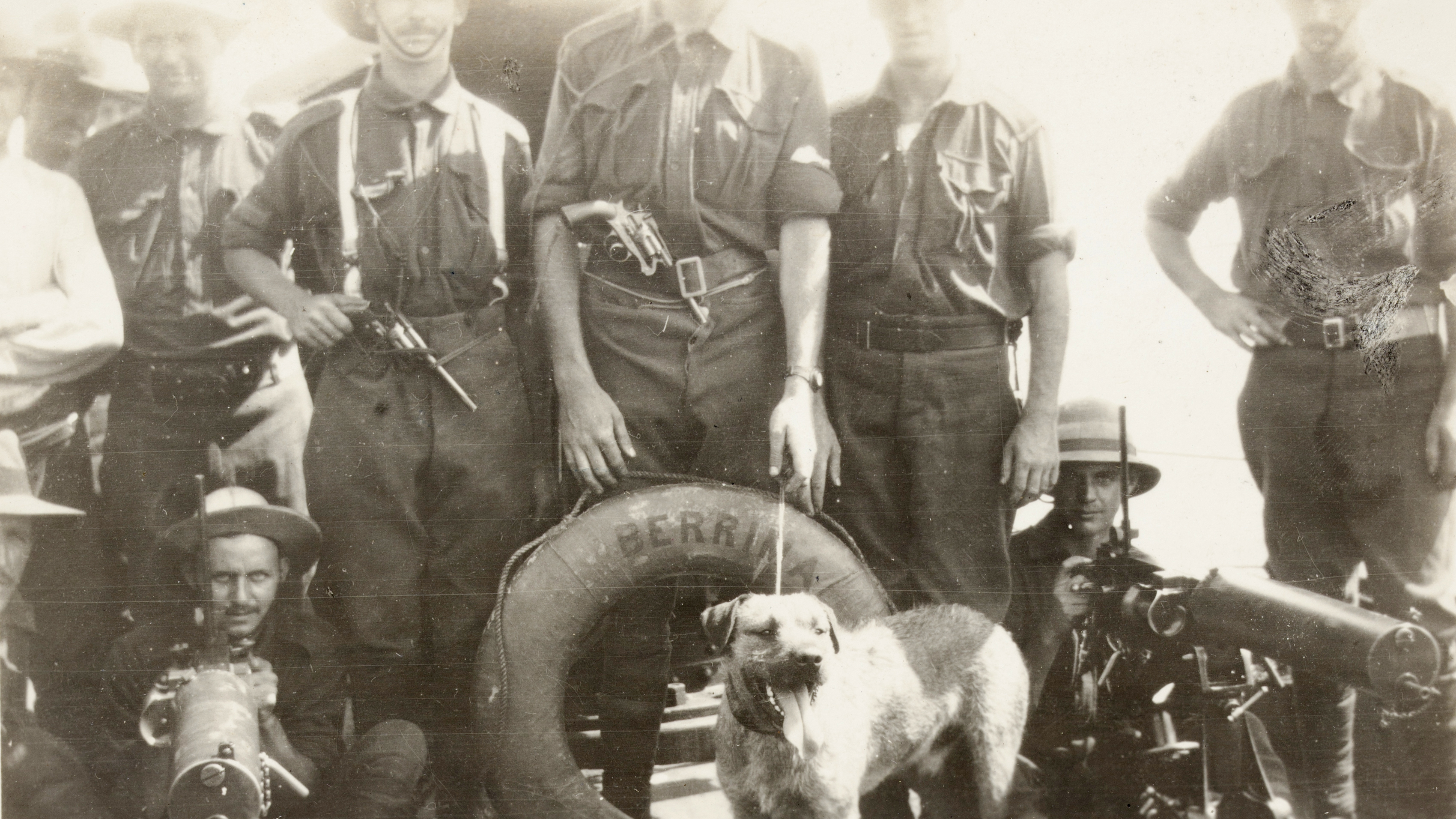
1914년 병력 수송선 베리마호에 탑승한 최초의 호주 원정군 기관총 사수 및 병사들
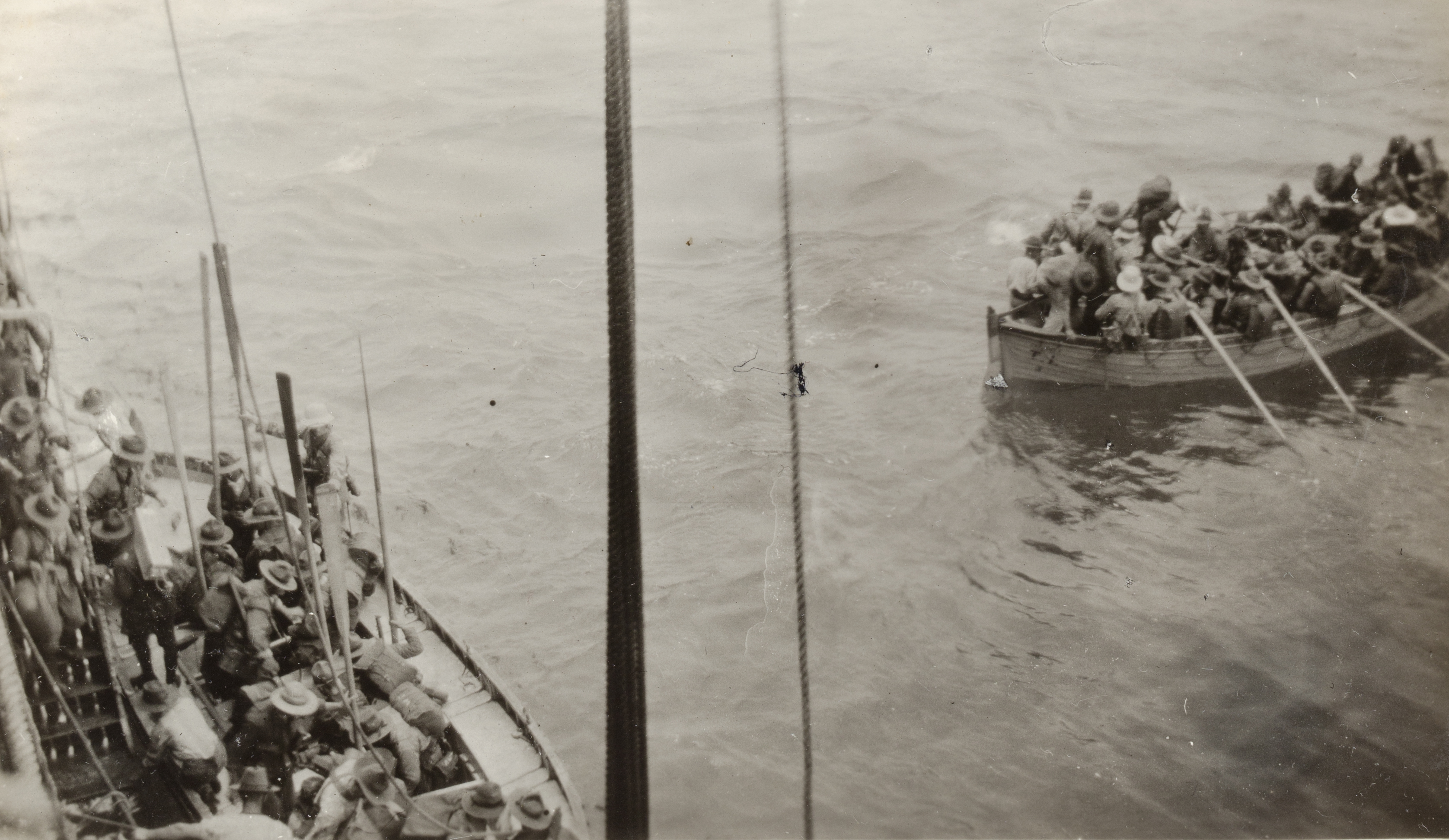
1914년 뉴기니 헤르베르트스회에 상륙하는 병사들, F. S. 버넬 작
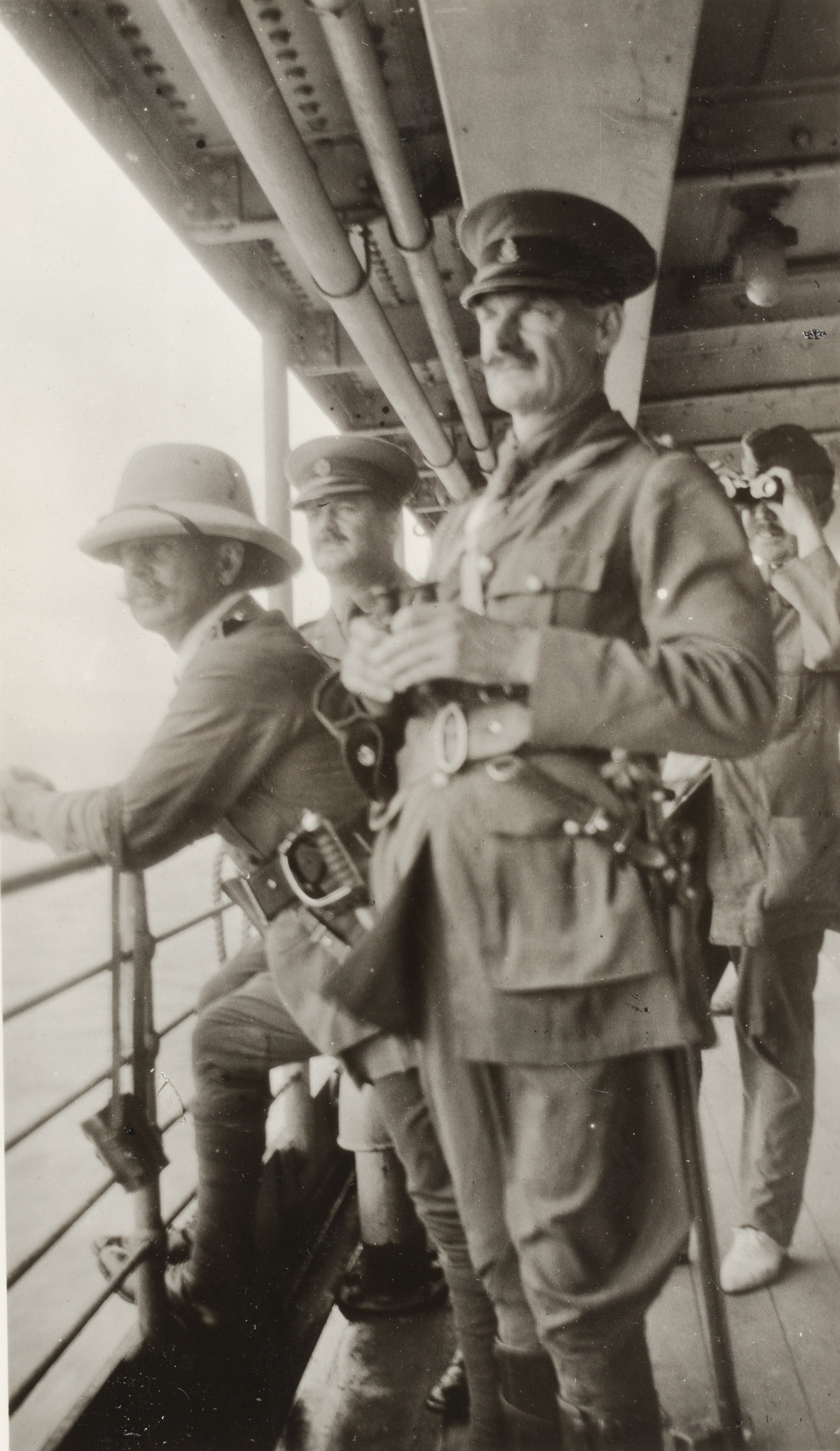
1914년 비타 파카에서 무선국을 찾기 위해 언덕을 스캔하는 홈즈 대령 (여단장), 왓슨 대령 (보병 지휘관), 패튼 대령, 그리고 굿샐 대위, F. S. 버넬 작

## 같이 보기
- 사모아 원정군
- 오스트레일리아 해군 및 육군 원정군
- 인도-독일 음모
- 제1차 세계 대전 중 일본 제국 해군
- 틀:SMS

## 내용주
1. ↑  “Tsingtao Campaign”. 《www.gwpda.org》. 2022년 4월 25일에 확인함.
2. ↑  Beaumont, Joanna. “Broken nation : Australians in the Great War - City of Stirling Library Services”. 《link.stirling.wa.gov.au》 (영어). 2022년 4월 28일에 확인함.
3. 1 2  “Archived copy” (PDF). 2012년 10월 22일에 원본 문서 (PDF)에서 보존된 문서. 2012년 9월 21일에 확인함.
4. ↑  “SMS Komet, the RAN's first captured warship: A valuable prize and our first aircraft carrier”. 2014년 9월 23일.
5. ↑  Government of Canada, Public Services and Procurement Canada. “Information archivée dans le Web” (PDF). 《publications.gc.ca》. 2022년 4월 28일에 확인함.
6. ↑  “Semirechye on Fire (Timestamp 7:55)” (영어). 2021년 12월 14일에 원본 문서에서 보존된 문서. 2018년 11월 20일에 확인함.
7. ↑  “Commission Calls 1916 Tsarist Mass Killings Of Kyrgyz Genocide”. 《Radio Free Europe》.
8. ↑  Sanderson Beck: Vietnam and the French: South Asia 1800-1950, paperback, 629 pages.
9. ↑  Reynolds, E. Bruce (2012년 1월 11일). 《Siam and the League of Nations: Modernisation, Sovereignty and Multilateral Diplomacy, 1920–1940. By Stefan Hell.》. 《International Journal of Asian Studies》 (영어) 9. 131–132쪽. doi:10.1017/S1479591411000258. ISSN 1479-5914. S2CID 144519761.